# Panzer VIII Maus
El Panzerkampfwagen VIII «Maus» (en español: «Vehículo blindado de combate VIII "Ratón"») fue un carro de combate superpesado alemán desarrollado durante la Segunda Guerra Mundial. No se llegó a producir en masa y tan solo se fabricaron dos prototipos. Uno de ellos estaba sin torreta cuando los capturaron las tropas soviéticas y le montaron la torreta del otro prototipo que encontraron destruido, el segundo prototipo fue capturado en Kummersdorf.

## Proyectos Iniciales
Antes de dar comienzo el proyecto final del Maus, hubo proyectos previos de carros de combate superpesados que fueron desechados, pero que se tuvieron en cuenta para el diseño final y sirvieron como trampolín para el diseño final.

### VK100.01(P)(Prototipo deudo para la creación del Panzer VIII Maus)
Del 21 al 22 de marzo de 1942, se le entregó a Porsche un contrato para diseñar un carro de combate del orden de 100 toneladas. Entre el 14 y 15 de abril de 1942, se indicó que ese vehículo debería llevar al menos 100 proyectiles de munición, una ametralladora que no fuera de tiro rápido (pesada) e incluso se aceptó que fuera controlada por control remoto con el fin de evitar agujerear el blindaje.
Las especificaciones de la torreta fueron discutidas por Krupp el 18 de abril de 1942. El cañón sería de 15cm L/40, con munición completa (cartucho y proyectil juntos en vez de separados como se hacía con algunos muy pesados para una mejor carga), con el fin de conseguir una cadencia de 4 a 5 disparos por minuto. El peso del proyectil debía descender de los 43kg a los 34 kg y aumentar la velocidad de boca hasta los 845 m/s. Una parte de la munición debía ser guardada en la parte trasera de la torreta. El cañón tendría una elevación de −8° a +15°, pudiendo llegar hasta los +40° en cualquier posición de la torreta.
Este vehículo pasó a llamarse VK 100.01 el 15 de mayo de 1942, siendo ofrecido a Porsche su desarrollo. De forma opcional, se pensó en sustituir el cañón proyectado por un 12,8cm L/50 capaz de disparar proyectiles de 29,3kg con una velocidad de boca de 810m/s.
En una conferencia entre Hitler y Speer ocurrida el 13 de mayo de 1942, se previó la llegada de los carros de combate pesados soviéticos para la primavera del mismo año, por lo que reducir el peso de los carros de combate superpesados alemanes a las 70 t, era un error y en vez de 100 t, se propuso subir el peso hasta las 120 t para los nuevos carros de combate. La prioridad en su fabricación debía concentrarse en la protección, conectado un cañón de altas prestaciones. El propio Hitler pedía un cañón de un largo igual a L/60 o incluso L/72.
El 4 de junio de 1942, Hitler aceptó una reducida velocidad de movimiento para la nueva generación de carros de combate superpesados alemanes, convirtiéndolos en fortalezas móviles. El día 23 se aprobaron las modificaciones propuestas por Porsche, incluyendo el refuerzo de la parte posterior del vehículo a los 100mm y la posibilidad de instalar el 15cm L/37 o un 10,5cm L/70. Este último era de la preferencia de Hitler debido a la mayor cadencia de disparo y capacidad de almacenar más munición. También se rechazó la idea de montar una torreta adicional para montar un cañón de 7,5cm gracias a que estos vehículos debían estar escoltados por otros carros de combate. Porsche prometió entregar el primer VK 100 01 (P) para el 12 de mayo de 1943.
El 5 de octubre de 1942, Porsche preparó los diseños preliminares de su Typ 205 A, el nombre que le dio al VK 100.01 (P) cuando pasó a la segunda fase de desarrollo, con las dos propuestas de armamento: uno con un cañón de 15cm L/37 y uno de 12,8cm. El acceso de la tripulación estaba en la torreta, pero había 3 escotillas de emergencia, uno en la parte trasera de la torreta y dos en el techo de la parte frontal (delante del cañón).
El Typ 205 A llevaba un total de 42 proyectiles de 12,8cm (22 en la torreta), más 95 proyectiles de 7,5cm (45 en la torreta). En el frontal del casco había una ametralladora M.G.34. El peso total estimado era de 150 toneladas, para lo que llevaba dos pares de cadenas de 500 mm de ancho o una de 1000 mm, con una presión sobre el suelo de 1,54 kg/cm2. La suspensión constaba de 12 ruedas de rodadura dobles, con una transmisión eléctrica capaz de proporcionar una velocidad de hasta 20 km/h y una velocidad mínima de 1,5 km/h. El sistema de refrigeración era por agua y el motor propuesto era de 1000CV a 2400rpm. El vehículo podría subir cuestas de hasta 25º (47%).
Porsche propuso un segundo modelo, el Typ 205 B, que era idéntico al A, pero con un motor de 780CV a 2000rpm y un sistema de refrigeración ligeramente menos potente.
El 5 de noviembre de 1942, Porsche envió esquemas a Krupp para discutirlos. Se proponía reducir el espesor del blindaje un 10% para reducir la presión sobre el suelo sin reducir el espacio interior, lo cual no era posible, reduciendo el peso de la torreta de 47 toneladas a 43 toneladas. Otro motivo para esta reducción de peso era la imposibilidad de aumentar el ancho de las cadenas debido a las restricciones del tren.
Finalmente, el 10 de noviembre se presentó un nuevo diseño con la torreta en la parte trasera y un diseño diferente: El Maus. La propuesta de este nuevo diseño fue aceptada y la propuesta anterior de Porsche cancelada para reunir esfuerzos en el nuevo diseño.
Sobre el blindaje, el historiador ruso Yuri Pasholokov indicaba que era similar al del VK 7001(K) -referencia al Löwe-, por lo que tendríamos un espesor que rondaría los 120mm frontales y 80-100mm laterales basándonos en el diseño mencionado. Midiendo sobre los planos, el frontal está inclinado a 55° (como en el Tiger II, pero con menor espesor).

### VK 7001 (K)

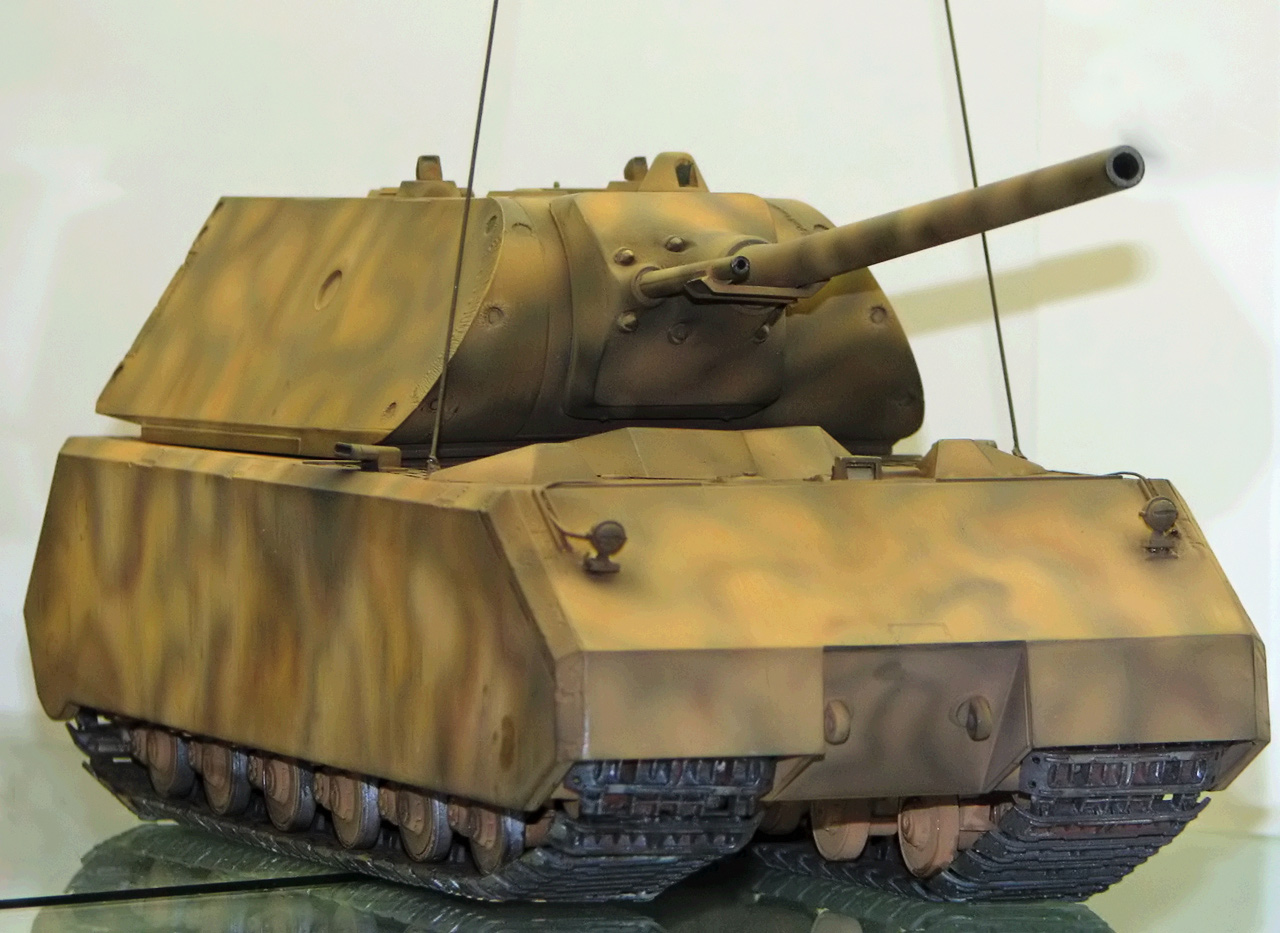
Modelo del Panzer VIII Maus.

El Panzer VII «Löwe» («león» en alemán) fue un diseño de carro de combate superpesado alemán proyectado por Krupp.
En 1941 se pidió un carro de combate de la clase 70 toneladas, altamente protegido con 140mm frontales y 100mm laterales, pudiendo alcanzar los 43,6km/h. Al prototipo se le llamó VK 70.01 y debía ser movido por un motor Daimler-Benz Schnellbootsmotor (motor de lancha rápida) de 1000 CV a 2400rpm. La tripulación iría distribuida con 3 tripulantes en la torre y 2 en el casco. No se especificó el armamento, salvo que debía poder rotar la torre 360°.
EL 17 de diciembre de 1941, se le pidió a Krupp que el carro de combate estuviera tan protegido que ningún cañón pudiera atravesarlo. Se estimó un peso total de 90 toneladas teniendo en cuenta el límite de peso de los trenes. El 21 de enero de 1942, Krupp presentó su boceto del VK 70.01 portando un 10,5cm kW.K. L/70 con una penetración de 160mm de acero a 30° de la vertical y a una distancia de 1000m. Wa Pruef 6 informó a Krupp de que usaran el motor Maybach HL 230 de 800CV que estaría disponible para enero de 1943.
En febrero de 1942, la situación de la guerra empujó a Wa Pruef 6 a pedir que se completaran dos vehículos de la clase 72 toneladas con la misma transmisión y protección que el Tiger (100mm frontales y 80mm laterales) y ser producido sin testearlo previamente. Krupp recibió el contrato SS 006-6307/42 para su producción, uno de los vehículos con torre y el otro con un peso de prueba (sin torre, pero con unos contrapesos para simular el peso de la torre).
El nombre del proyecto fue cambiado en abril de 1942 de VK 70.01 a Pz.Kpfw.Löwe (León). Desde febrero a mayo de 1942 se probaron muchos diseños alternativos para sus componentes mecánicos, pero siguiendo la decisión de Hitler, el 18 de mayo de 1942 se pidió la fabricación de carros de combate todavía más pesados (como el Maus) y el 20 de julio de 1942, Wa Pruef 6 ordenó a Krupp detener el diseño de la torre del «Löwe».

## Inicios delMaus
Porsche presentó su propuesta para un Panzer de 170t con la torreta detrás. El motor de 900CV podía ser aumentado a 1500CV montando un compresor en el Motor 603 Daimler-Benz de gasolina refrigerado por agua. Los motores de aviones no eran lo suficientemente robustos para los carros de combate, por lo que se descartaron. Porsche instaló el motor en el frontal de la torreta, el generador eléctrico debajo y dos motores eléctricos detrás. Los elementos mecánicos estaban tomados del Tiger (P) con algunas modificaciones. Las 8 ruedas de rodadura de cada lado usaban barras de torsión como suspensión. El largo del vehículo era de 8,85m, con 2,7m de alto. El blindaje era de 200mm en el frontal, 180mm el lateral alto, 100mm el lateral bajo, 180mm detrás.
Se sugirió el diseño de un cañón de asalto para acelerar la producción, pero se desechó porque los cañones de asalto no eran útiles para ciertas operaciones tácticas. Al Maus se le iban a encomendar misiones de asistencia a la infantería para penetrar lentamente las defensas enemigas. Además, el cambio a cañón de asalto no ahorraría demasiado en tiempo de desarrollo.
Hitler mostró mucho entusiasmo por el Maus de Porsche y esperaba completar el primer vehículo de pruebas para el verano de 1943 seguido de una producción de 5 vehículos por mes, los cuales ensamblaría Krupp. Sobre el armamento, Hitler pidió información sobre las capacidades balísticas de varios cañones navales de 15cm y 12,7cm, cañón antiaéreo de 12,8cm y un cañón alargado de 12,8cm. También solicitó revisar la posibilidad de usar acero de navíos en carros de combate superpesados.
El 10 de diciembre de 1942 se discutió la unión del Maus de Porsche y el Tiger-Maus de Krupp con algunas modificaciones como la reducción del frontal de 250mm a 225mm y los laterales de 200mm a 180mm entre otros cambios. El 15 de diciembre se le informó a Krupp de que dejara su trabajo de su Maus, un modelo más débil usando componentes del Tiger, para centrarse en el modelo de Porsche con la torreta de Krupp.
El 21 de diciembre de 1942, el blindaje del casco del Typ 205 «Maus» se propuso con 200mm frontales, 80mm los laterales interiores, 100mm los laterales externos, 150mm detrás, 100mm en la cubierta delantera, 50mm la cubierta trasera.
Hitler dijo a Speer en una conferencia entre el 3 y el 5 de enero de 1943 que la propuesta de Porsche debía ser aceptada. Porsche sería el encargado del diseño del vehículo, mientras que Krupp produciría el casco y la torreta mientras Alkett ensamblaría una producción de 10 vehículos por mes. El primer vehículo debía estar listo para 1943.
Sobre la base de los informes balísticos enviados a Hitler, se decidió que el 12,8cm debía ser el armamento principal del Maus, pero había que hacer un diseño para un cañón de 150mm también. Se probaron varios tipos de proyectiles y propelentes para determinar cual sería la mejor munición. Se tenía prevista la instalación futura de un cañón antiaéreo MG 151/20 en el frontal lateral izquierdo de la torre.

## ElMausde Porsche
El 8 de enero de 1943, Porsche y Krupp se reunieron para discutir la propuesta de Porsche sobre el Maus:
La torreta debe ir atrás con el conductor separado del resto de la tripulación. El motor debe ir en el medio. El blindaje del casco consta de 100mm en la parte baja del frontal y 50mm en la parte baja de la parte trasera. Los laterales están compuestos por 100+80mm y 100mm en la parte baja lateral. El blindaje frontal y trasero es de 200mm de espesor.
El lateral es plano, sin inclinaciones y hay que revisar si compensa hacer 2 planchas (100+80mm) o hacer una sola (180mm), ya que el lateral consta de dos secciones, una de 100mm (la inferior) y otra de 180mm (la superior). Las planchas, de ser dos, deben estar entrelazadas y no soldadas entre sí.
El 21 de enero de 1943 se entregó un modelo a escala en madera. El 17 de febrero de 1943 se le pidió a Porsche empezar con la producción del motor Daimler-Benz Flugmotor DB 603 de 1200CV. El peso del Maus se incrementó en 10 toneladas, como anunció Porsche el 2 de abril, por lo que se hicieron algunas reducciones en las tolerancias de los materiales para reducir el peso total.
El 13 de mayo le fue mostrado a Hitler el diseño a escala en madera. Solicitó incrementar los proyectiles de 128mm de 50 a 80, incluso si había que reducir los de 75mm del cañón secundarios de 200 a 100 proyectiles.
El Maus de Porsche tenía luz verde para ser producido, pero sufrió algunos cambios durante la fabricación, principalmente pequeñas mejoras y algunos cambios para facilitar la producción. El lateral del casco finalmente se hizo de una sola plancha de 180mm más una de 100mm para la parte baja, evitando tener que entrelazar las planchas.

## La torreta de Krupp

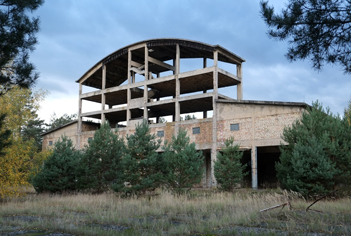
Kummersdorf-Gut, Nueva Verskraft, Hall para el Panzerkampfwagen VIII „Maus“, 2013

El 12 de enero de 1943, en una reunión se pusieron sobre la mesa las propuestas para la torreta del Maus. El cañón debía ser el kW.K. de 12,8cm L/55 con una penetración de 250mm a 1000m y 30° con un proyectil especial. El kW.K. de 7,5cm L/36 se mantendría igual. El montaje debería permitir montar el kW.K. de 15cm L/38. Se eliminaba la ametralladora y en su lugar iría un cañón antiaéreo de 2cm. El peso de la torreta subió de 49,5 toneladas a 51.
Se debatieron los tamaños y localizaciones de las aberturas, así como de los ventiladores y otras piezas. Se debatió la forma frontal de la torreta con el fin de evitar que pudiera desviar los proyectiles hacia el techo del casco (como sucedía en los primeros manteletes del Panther). Se redujo el blindaje del frontal de la torreta a 205mm en vez de 220mm gracias a ser curvo y granar blindaje gracias al mayor ángulo de impacto. La posición del artillero fue reubicada ya que no le daba espacio suficiente, especialmente para acomodar las piernas.

## Comienzo de la producción
El 17 de noviembre de 1942, durante una reunión se pidió la fabricación de 5 carros de combate Maus para mayo de 1943. Porsche respondió que no era posible y que para marzo podían tener los planos del chasis y la torreta, pero necesitarían unos 6 o 7 meses más para completar el vehículo y tenerlo funcional.
El 18 de enero de 1943 hubo otra reunión para discutir la producción del Maus. La fecha fijada para su producción era septiembre del mismo año, finalizado por la firma Alkett. Tres días después se recalcó de nuevo que el primer Maus debía estar listo para septiembre, junto con otros cuatro para finales de año y luego continuar con una producción de 10 vehículos por mes.
Se habló de producir en masa 120 Maus y el 10 de febrero se estableció una nueva meta meta, marcando 2 Maus para noviembre, 4 para diciembre y a partir de 1944 se fabricarían 10 por mes como se había previsto antes.
Un bombardeo aliado sobre la fábrica de Krupp en Essen provocó la destrucción de gran parte de los planos para la fabricación del Maus entre el 6 y 7 de marzo de 1943. Krupp envió un telegrama informando que la primera torreta que iba a estar lista para el 15 de octubre, tendría que ser aplazada por lo menos 2 meses más. En abril Krupp sufrió otro bombardeo y perdieron la maqueta de madera para la fabricación de la torreta de pruebas del Maus, por lo que modificó la fecha de finalización del 15 de octubre al 15 de noviembre.
El 5 de mayo se estableció que debían fabricarse 2 cascos del Maus para noviembre, 5 en diciembre, 8 en enero y 10 por mes. Sin embargo, Guderian solicitó reducir de 10 a 5 el número de Maus producidos por mes para poder probar sus capacidades en combate y finalmente se impuso su solicitud.
La fabricación en serie del Maus se detuvo por completo tras una nueva serie de bombardeos en la fábrica de Krupp en Essen. El 4 de agosto de 1943, Krupp informó que no podía hacer frente a los plazos debido a los daños causados. El 27 de octubre, se informó que sólo se completaría un Maus y que el resto de piezas y herramientas serían usadas para incrementar la producción del StuG.
Debido a que los esfuerzos de producción iban directos hacia el StuG y otros modelos, el Maus tenía baja prioridad, provocando retrasos en la producción y ensamblaje. En junio de 1944, el Maus estaba finalizado.
Hubo un intento de usar la torreta del Maus como posición fortificada, pero se desestimó.

## Puesta a prueba delMaus
El 1 de noviembre de 1943 se discutieron las pruebas que realizaría el Maus. Porsche debería llevar a cabo las pruebas de movilidad por carretera en Kummersdorf. Luego irían las pruebas de sumersión, remolcado y tiro.
Las pruebas de movilidad comenzaron en enero. El día 14 el Maus llevaba montado una torreta de pruebas para simular el peso de la torreta definitiva. Avanzó 5 kilómetros en carretera sin incidentes y otros 2 kilómetros campo a través. El 31 de enero se retomaron las pruebas y el Maus avanzó 4,6 kilómetros de los 14 previstos. Hubo problemas con la goma de las ruedas de rodadura, por lo que se pidieron otras de repuesto, pero mejorando el diseño, ya que este problema con la goma ya se había detectado en pruebas anteriores.
El 7 y 8 de febrero, Porsche continuó las pruebas haciendo 6,4 kilómetros campo a través y 36 kilómetros por carretera. Un segundo chasis de Maus llegó el 10 de marzo, probándose su movilidad y haciendo un 12% del trayecto sobre hielo. Las pruebas desvelaron algunos defectos en varias piezas que fueron desmontadas para una mejor revisión y futura modificación.
El motor MB 517 de 1200CV teóricamente podía dar la potencia necesaria para que el Maus pudiera avanzar a 20 km/h, pero se vio que la velocidad máxima era de 13 km/h en circunstancias favorables.
Entre el 7 y el 16 de junio de 1944, el chasis del Maus recibió la torreta de combate. Sin embargo, la torreta no encajaba a la perfección dejando huecos que tuvieron que ser sellados. Hubo nuevas pruebas de movilidad y se probó el giro de la torreta. Los giros en las curvas eran dificultosos y el consumo medio fue de 35 litros por kilómetro.
Ambos Maus, el que llevaba la torreta de pruebas y el que llevaba la torreta de serie, fueron enviados a Kummersdorf a finales de 1944 para nuevas pruebas. El Maus con la torreta instalada fue destruido por los propios alemanes para evitar su captura y el otro chasis fue capturado por las fuerzas soviéticas y llevado a Kubinka junto con la torreta del Maus destruido.

## ElMausII
En marzo de 1944 hubo un intento de retomar el programa Maus, montando una nueva torreta.  El 8 de abril, Krupp recibió un contrato para hacer una maqueta a escala 1:5 de la Torreta «Maus» II con el cañón secundario de 7,5cm montado encima del 12,8cm. Se solicitó una nueva maqueta a escala 1:10 montando un telémetro. El 12 de agosto del mismo año, Krupp informó de que estaba trabajando en ello, pero no se llegó a terminar el trabajo.

## Cañón de Asalto de 15cm y 17cm
El 8 de mayo de 1944 Krupp presentó unos diseños para crear un cañón de asalto montando un cañón de 15cm y 17cm sobre el chasis del Maus y del E-100. Krupp deseaba que se empleara el cañón de 15cm L/63 en vez del 17cm L/53.
La altura de los diseños excedía la altura permitida por los trenes, por lo que debía ser revisada. Se solicitó una maqueta a escala 1:5 con el chasis del E-100 con el fin de esclarecer la posición de los elementos interiores. Sin embargo, dada la inviabilidad de estos proyectos, ambos fueron cancelados.